# Josiah McCracken
Josiah Calvin McCracken, Jr. (ur. 30 marca 1874 w Lincoln, zm. 15 lutego 1962 w Chestnut Hill) – amerykański lekkoatleta specjalizujący się w pchnięciu kulą, rzucie młotem i rzucie dyskiem, uczestnik letnich igrzysk olimpijskich w Paryżu (1900), dwukrotny medalista olimpijski: srebrny w pchnięciu kulą oraz brązowy w rzucie młotem.
Z zawodu był lekarzem, chirurgiem.

## Sukcesy sportowe
- srebrny medalista mistrzostw Stanów Zjednoczonych w pchnięciu kulą – 1898
- brązowy medalista mistrzostw Stanów Zjednoczonych w rzucie młotem – 1898

| Rok  | Miasto | Zawody               | Konkurencja                             | Wynik                                   |
| ---- | ------ | -------------------- | --------------------------------------- | --------------------------------------- |
| 1900 | Paryż  | Igrzyska olimpijskie | pchnięcie kulą rzut młotem rzut dyskiem | srebrny medal brązowy medal 10. miejsce |

## Rekordy życiowe
- pchnięcie kulą – 13,32 – Berkeley 28/08/1898
- rzut dyskiem – 36,37 – Filadelfia 28/04/1900
- rzut młotem – 47,24 – Stanford 07/07/1900[1][3]